# 상상의 친구
상상 속 친구, 상상의 친구, 가짜 친구, 보이지 않는 친구 또는 가상의 친구, 이매저내리 프렌드(Imaginary friend)는 물리적 현실이 아닌 상상 속에서 우정이나 기타 인간 관계가 이루어지는 심리적, 사회적 현상이다.
창조자에게는 현실처럼 보일 수도 있지만, 아이들은 일반적으로 상상 속의 친구가 현실이 아니라는 것을 이해한다.
상상 속 친구에 초점을 맞춘 최초의 연구는 1890년대에 수행된 것으로 여겨진다. 아이들의 상상 속 친구의 개념에 대한 연구는 거의 없다. 클라우센(Klausen)과 패스맨(Passman, 2007)은 상상의 동반자가 원래 사람들을 과거의 삶과 연결시켜 주는 초자연적인 생물과 영혼으로 묘사되었다고 보고한다. 역사상 성인에게는 가정의 신, 수호천사, 뮤즈와 같은 존재가 상상의 동반자 역할을 하여 창작 작업에 위안과 안내, 영감을 제공했다. 이러한 현상은 유년기가 놀이와 상상의 중요한 시기로 강조되었던 19세기 중반에 어린이들 사이에서 나타났을 가능성이 있다.

## 같이 보기
- 양원제 (심리학)
- 미신